# Doci (Kiseljak, BiH)
Doci su naseljeno mjesto u općini Kiseljak, Federacija Bosne i Hercegovine, BiH.

## Stanovništvo

### 1991.
Nacionalni sastav stanovništva 1991. godine, bio je sljedeći:
ukupno: 287
- Hrvati - 82
- Muslimani - 202
- ostali, neopredijeljeni i nepoznato - 3

### 2013.
Nacionalni sastav stanovništva 2013. godine, bio je sljedeći:
ukupno: 208
- Bošnjaci - 153
- Hrvati - 50
- Srbi - 1
- ostali, neopredijeljeni i nepoznato - 4